# Аспак-ле-Ба
Аспа́к-ле-Ба (фр. Aspach-le-Bas) — коммуна на северо-востоке Франции в регионе Гранд-Эст (бывший Эльзас — Шампань — Арденны — Лотарингия), департамент Верхний Рейн, округ Тан — Гебвиллер, кантон Серне.
Площадь коммуны — 8,01 км², население — 1250 человек (2006) с тенденцией к росту: 1302 человека (2012), плотность населения — 162,6 чел/км².

## Население
Население коммуны в 2011 году составляло 1314 человек, а в 2012 году — 1302 человека.
| 1962 | 1968 | 1975 | 1982 | 1990 | 1999 | 2006 | 2011 | 2012 |
| ---- | ---- | ---- | ---- | ---- | ---- | ---- | ---- | ---- |
| 509  | 518  | 655  | 746  | 869  | 1080 | 1250 | 1314 | 1302 |

Динамика населения:

## Экономика
В 2010 году из 894 человек трудоспособного возраста (от 15 до 64 лет) 701 были экономически активными, 193 — неактивными (показатель активности 78,4%, в 1999 году — 73,8%). Из 701 активных трудоспособных жителей работали 654 человека (351 мужчина и 303 женщины), 47 числились безработными (22 мужчины и 25 женщин). Среди 193 трудоспособных неактивных граждан 73 были учениками либо студентами, 69 — пенсионерами, а ещё 51 — были неактивны в силу других причин.
На протяжении 2011 года в коммуне числилось 484 облагаемых налогом домохозяйства, в которых проживало 1337,5 человек. При этом медиана доходов составила 23889 евро на одного налогоплательщика.